# Polybothris sumptuosa
El escarabajo joya malgache (Polybothris sumptuosa),   es una especie de escarabajo del género Polybothris, familia Buprestidae. Fue descrita científicamente por Klug en 1833.
Esta especie mide aproximadamente 35–38 mm.

## Distribución geográfica
Habita en la región afrotropical.